# Mistrovství světa v plavání v krátkém bazénu
Mistrovství světa v plavání v krátkém bazénu je šampionát pořádaný každé dva roky světovou plaveckou federací FINA. Na rozdíl od Mistrovství světa v plavání (v dlouhém bazénu) se toto mistrovství pořádá pouze v plavání a na pětadvacetimetrovém bazénu.

## Seznam světových šampionátů v krátkém bazénu
| Poř. | Rok     | Místo             | Datum                       |
| ---- | ------- | ----------------- | --------------------------- |
| 1.   | MS 1993 | Palma de Mallorca | 2. – 5. prosince            |
| 2.   | MS 1995 | Rio de Janeiro    | 30. listopadu – 3. prosince |
| 3.   | MS 1997 | Göteborg          | 17. – 20. dubna             |
| 4.   | MS 1999 | Hongkong          | 1. – 4. dubna               |
| 5.   | MS 2000 | Athény            | 16. – 19. března            |
| 6.   | MS 2002 | Moskva            | 3. – 7. dubna               |
| 7.   | MS 2004 | Indianapolis      | 7. – 11. října              |
| 8.   | MS 2006 | Šanghaj           | 5. – 9. dubna               |
| 9.   | MS 2008 | Manchester        | 9. – 3. dubna               |
| 10.  | MS 2010 | Dubaj             | 15. – 19. prosince          |
| 11.  | MS 2012 | Istanbul          | 12. – 16. prosince          |
| 12.  | MS 2014 | Dauhá             | 3. – 7. prosince            |
| 13.  | MS 2016 | Windsor           | 7. – 11. prosince           |
| 14.  | MS 2018 | Chang-čou         | 3. – 8. prosince            |
| 15.  | MS 2021 | Abú Dhabí         | 16. – 21. prosince          |
| 16.  | MS 2022 | Melbourne         | 13. – 18. prosince          |
| 17.  | MS 2024 | Budapešť          | 10. – 15. prosince          |
| 18.  | MS 2026 | Peking            |                             |

## Disciplíny

### Mužské disciplíny
| Disciplína      | Disciplína             | 1993 | 1995 | 1997 | 1999 | 2000 | 2002 | 2004 | 2006 | 2008 | 2010 |
| --------------- | ---------------------- | ---- | ---- | ---- | ---- | ---- | ---- | ---- | ---- | ---- | ---- |
| Volný způsob    | 50 m                   | X    | X    | X    | X    | X    | X    | X    | X    | X    | X    |
| Volný způsob    | 100 m                  | X    | X    | X    | X    | X    | X    | X    | X    | X    | X    |
| Volný způsob    | 200 m                  | X    | X    | X    | X    | X    | X    | X    | X    | X    | X    |
| Volný způsob    | 400 m                  | X    | X    | X    | X    | X    | X    | X    | X    | X    | X    |
| Volný způsob    | 1500 m                 | X    | X    | X    | X    | X    | X    | X    | X    | X    | X    |
| Znak            | 50 m                   |      |      |      | X    | X    | X    | X    | X    | X    | X    |
| Znak            | 100 m                  | X    | X    | X    | X    | X    | X    | X    | X    | X    | X    |
| Znak            | 200 m                  | X    | X    | X    | X    | X    | X    | X    | X    | X    | X    |
| Prsa            | 50 m                   |      |      |      | X    | X    | X    | X    | X    | X    | X    |
| Prsa            | 100 m                  | X    | X    | X    | X    | X    | X    | X    | X    | X    | X    |
| Prsa            | 200 m                  | X    | X    | X    | X    | X    | X    | X    | X    | X    | X    |
| Motýlek         | 50 m                   |      |      |      | X    | X    | X    | X    | X    | X    | X    |
| Motýlek         | 100 m                  | X    | X    | X    | X    | X    | X    | X    | X    | X    | X    |
| Motýlek         | 200 m                  | X    | X    | X    | X    | X    | X    | X    | X    | X    | X    |
| Polohový závod  | 100 m                  |      |      |      | X    | X    | X    | X    | X    | X    | X    |
| Polohový závod  | 200 m                  | X    | X    | X    | X    | X    | X    | X    | X    | X    | X    |
| Polohový závod  | 400 m                  | X    | X    | X    | X    | X    | X    | X    | X    | X    | X    |
| Štafety         | 4×100 m volný způsob   | X    | X    | X    | X    | X    | X    | X    | X    | X    | X    |
| Štafety         | 4×200 m volný způsob   | X    | X    | X    | X    | X    | X    | X    | X    | X    | X    |
| Štafety         | 4×100 m polohový závod | X    | X    | X    | X    | X    | X    | X    | X    | X    | X    |
| Počet disciplín | Počet disciplín        | 16   | 16   | 16   | 20   | 20   | 20   | 20   | 20   | 20   | 20   |

### Ženské disciplíny
| Disciplína      | Disciplína             | 1993 | 1995 | 1997 | 1999 | 2000 | 2002 | 2004 | 2006 | 2008 | 2010 |
| --------------- | ---------------------- | ---- | ---- | ---- | ---- | ---- | ---- | ---- | ---- | ---- | ---- |
| Volný způsob    | 50 m                   | X    | X    | X    | X    | X    | X    | X    | X    | X    | X    |
| Volný způsob    | 100 m                  | X    | X    | X    | X    | X    | X    | X    | X    | X    | X    |
| Volný způsob    | 200 m                  | X    | X    | X    | X    | X    | X    | X    | X    | X    | X    |
| Volný způsob    | 400 m                  | X    | X    | X    | X    | X    | X    | X    | X    | X    | X    |
| Volný způsob    | 800 m                  | X    | X    | X    | X    | X    | X    | X    | X    | X    | X    |
| Znak            | 50 m                   |      |      |      | X    | X    | X    | X    | X    | X    | X    |
| Znak            | 100 m                  | X    | X    | X    | X    | X    | X    | X    | X    | X    | X    |
| Znak            | 200 m                  | X    | X    | X    | X    | X    | X    | X    | X    | X    | X    |
| Prsa            | 50 m                   |      |      |      | X    | X    | X    | X    | X    | X    | X    |
| Prsa            | 100 m                  | X    | X    | X    | X    | X    | X    | X    | X    | X    | X    |
| Prsa            | 200 m                  | X    | X    | X    | X    | X    | X    | X    | X    | X    | X    |
| Motýlek         | 50 m                   |      |      |      | X    | X    | X    | X    | X    | X    | X    |
| Motýlek         | 100 m                  | X    | X    | X    | X    | X    | X    | X    | X    | X    | X    |
| Motýlek         | 200 m                  | X    | X    | X    | X    | X    | X    | X    | X    | X    | X    |
| Polohový závod  | 100 m                  |      |      |      | X    | X    | X    | X    | X    | X    | X    |
| Polohový závod  | 200 m                  | X    | X    | X    | X    | X    | X    | X    | X    | X    | X    |
| Polohový závod  | 400 m                  | X    | X    | X    | X    | X    | X    | X    | X    | X    | X    |
| Štafety         | 4×100 m volný způsob   | X    | X    | X    | X    | X    | X    | X    | X    | X    | X    |
| Štafety         | 4×200 m volný způsob   | X    | X    | X    | X    | X    | X    | X    | X    | X    | X    |
| Štafety         | 4×100 m polohový závod | X    | X    | X    | X    | X    | X    | X    | X    | X    | X    |
| Počet disciplín | Počet disciplín        | 16   | 16   | 16   | 20   | 20   | 20   | 20   | 20   | 20   | 20   |